# Belleville-en-Caux
Belleville-en-Caux è un comune francese di 742 abitanti situato nel dipartimento della Senna Marittima nella regione della Normandia.

## Storia

### Simboli
Lo stemma comunale è stato adottato nel 1998.

## Società

### Evoluzione demografica
Abitanti censiti